# Eld ombord
Eld ombord è un film svedese del 1923, diretto e interpretato da Victor Sjöström.

## Trama
Fuori dalla casa di Ann-Britt Steen passa un suo ex, il marinaio Dick. Lei ha da poco dato alla luce la figlia Lille-Britt, ed invita Dick in casa per fargliela conoscere. Dick è al momento senza lavoro, e Ann-Britt e sua madre, che abita insieme alla figlia, si dicono sicure che il benestante marito di Ann-Britt, Jan Steen, comandante e proprietario di una nave, vorrà venirgli incontro offrendogli un ingaggio sulla propria nave. In quel mentre Jan rientra, e, pur non avendo mai sentito parlare di Dick e dei suoi trascorsi con la moglie, interpretando a suo modo alcuni indizi, gli dimostra ostilità, gli nega il lavoro e lo caccia in malo modo (senza che, peraltro, Dick ometta di rispondergli a tono). È l’inizio di un sentimento di gelosia, a seguito del quale Jan ottiene che la moglie e la figlia lo accompagnino sulla nave nei successivi viaggi.
Pochi anni dopo Dick ottiene un ingaggio su una nave, che risulta essere quella di Jan, a reciproca insaputa: di qui il disappunto di entrambi, che si incontrano solo dopo che la nave ha salpato.
Durante il viaggio per mare, una serie di avvenimenti a bordo confermano, agli occhi di Jan, i motivi di gelosia, al punto che egli giunge a negare a Ann-Britt l’accesso alla figlia. Intanto l’equipaggio, che ha scoperto che la nave sta trasportando pericolosissima ed illegale polvere da sparo, vuole liberarsi del carico: si acuiscono così i contrasti con il comandante, che prende severe quanto violente misure a proposito.
In seguito ad un alterco con Jan, Ann-Britt cade da notevole altezza sul ponte, rimanendo esanime. Dick, nel clima esasperato che è venuto creandosi, accusa Jan di aver ucciso la moglie, e, fuori di sé, dà fuoco alla polvere da sparo e, mentre l’equipaggio abbandona la nave su scialuppe di salvataggio, si accascia, intossicato, nella stiva.
Jan allora, evidentemente ricredutosi, raccoglie Dick, e lo pone in salvo, insieme alla moglie, che era solo svenuta, e alla figlia, su una scialuppa. Quando si allonanano dalla nave, essa esplode e cola a picco.
Dopo l’inabissamento della propria nave, Jan, da imprenditore che era, viene ad essere semplice marinaio al servizio di altri. Una sera torna a casa dopo un viaggio, e vi incontra, ad attenderlo, oltre alla moglie, alla figlia e alla suocera, anche il convalescente Dick, ora divenuto buon amico di famiglia.